# Миняевская
 Миняевская  — опустевшая деревня в Лузском муниципальном округе Кировской области.

## География
Расположена в центральной части района на расстоянии менее 1 км на юго-запад от села Учка.

## История
Известна была с 1859 года, когда здесь (деревня Миниевская или Мичурино) было отмечено дворов 2 и жителей 9, в 1926 (Миняевская или Мичурка) 5 и 25, в 1950 5 и 13, в 1989 4 жителя . С 2006 по 2012 годы было в составе Учецкого сельского поселения, с 2012 по 2020 находилось в составе Лальского городского поселения.

## Население
Постоянное население не было учтено как в 2002 году, так и в 2010.